# VFF National Super League
A VFF National Super League Vanuatu nyolc tartományának összevont bajnoksága, melyben a sorozat győztese képviselheti a szigeteket az Óceániai Bajnokok Ligájában.

## A bajnokság rendszere
A Port Vila Football League négy, a többi hét tartomány pedig két-két együttest nevezhet a sorozatba.
A 18 résztvevő három csoportba osztva mérkőzik meg ellenfeleivel. Minden csoport első két helyezettje jut tovább a döntőbe, ahol a fennmaradt hat klub egy-egy mérkőzést játszik a többi együttessel.

## Részt vevő szövetségek
| Szövetség                       | Liga                       | Tartomány  |
| ------------------------------- | -------------------------- | ---------- |
| Luganville Football Association | Luganville Football League | Luganville |
| Malampa Football Association    | Malampa Football League    | Malampa    |
| Penama Football Association     | Penama Football League     | Penama     |
| Port Vila Football Association  | Port Vila Football League  | Port Vila  |
| Sanma Football Association      | Sanma Football League      | Sanma      |
| Shefa Football Association      | Shefa Football League      | Shefa      |
| Tafea Football Association      | Tafea Football League      | Tafea      |
| Torba Football Association      | Torba Football League      | Torba      |

## Eddigi győztesek
| Szezon                    | Győztes           | Eredmény                  | Második            |
| ------------------------- | ----------------- | ------------------------- | ------------------ |
| VFF Bred Cup              |                   |                           |                    |
| 2005                      | Tafea             | Döntetlen Tizenegyesekkel | Vaum United        |
| 2006                      | ismeretlen        | ismeretlen                | ismeretlen         |
| 2007                      | ismeretlen        | ismeretlen                | ismeretlen         |
| 2008                      | Port Vila Sharks  | 4–0                       | Tafea Hornets      |
| 2009                      | Tafea             | 4–1                       | Vaum United        |
| VFF National Super League |                   |                           |                    |
| 2010                      | Amicale           | Körmérkőzés               | Tafea              |
| 2011                      | Amicale           | Körmérkőzés               | Tafea              |
| 2012                      | Amicale           | Körmérkőzés               | Tafea              |
| 2013                      | Tafea             | 1–0                       | Amicale            |
| 2014                      | Tafea             | 3–1                       | Amicale            |
| 2015                      | Amicale           | 3–0                       | Malampa Revivors   |
| 2016                      | Nalkutan          | Körmérkőzés               | Vaum United        |
| 2017                      | Nem rendezték meg | Nem rendezték meg         | Nem rendezték meg  |
| 2018                      | Malampa Revivors  | Körmérkőzés               | Vaum United        |
| 2019                      | Malampa Revivors  | 2–1                       | Fenua Temanu Bakou |

## A legsikeresebb klubok
| Klub               | Győztes | Második | Győztes évek           |
| ------------------ | ------- | ------- | ---------------------- |
| Tafea              | 4       | 3       | 2005, 2009, 2013, 2014 |
| Amicale            | 4       | 2       | 2010, 2011, 2012, 2015 |
| Malampa Revivors   | 2       | 1       | 2018, 2019             |
| Nalkutan           | 1       | –       | 2016                   |
| Port Vila Sharks   | 1       | –       | 2008                   |
| Vaum United        | –       | 4       | –                      |
| Erakor Golden Star | –       | 1       | –                      |
| Tafea Hornets      | –       | 1       | –                      |

## Lásd még
Port Vila Football League